# Carl Gustav Witt

Carl Gustav Witt (29 de octubre de 1866 - 3 de enero de 1946) fue un astrónomo alemán descubridor de dos asteroides que trabajó en el  Observatorio de la Asociación astronómica Urania en Berlín (Urania Sternwarte Berlin).
Escribió su tesis doctoral bajo la dirección de Julius Bauschinger.

## Descubrimientos
| (422) Berolina | 8 de octubre de 1896 |
| (433) Eros     | 13 de agosto de 1898 |

Witt descubrió dos asteroides, el más notable Eros, el primer asteroide que fue nombrado con un nombre masculino y el primer asteroide conocido con una inusual órbita que ocasionalmente le aproximaba a la tierra (en inglés, NEO) y hoy clasificado como asteroide Amor. El primero que había descubierto fue Berolina, que recibe el nombre del nombre latino de su ciudad adoptiva Berlín.

## Honores
Varias décadas después de su muerte, el asteroide (2732) Witt recibió ese nombre en su honor. Se trata de un asteroide del Cinturón principal descubierto por Max Wolf en el observatorio de Heidelberg. La propuesta de la nominación vino de Brian G. Marsden, astrónomo americano director durante muco tiempo delMinor Planet Center y fue publicada el 22 de septiembre de 1983(M.P.C. 8153).<